# Michael Locher
Michael Locher (* 20. September 1956), häufig auch Mick Locher genannt, ist Moderator und Reporter für Wissensthemen beim Fernsehsender WELT (ehemals N24). 
Er wurde im Kreis Konstanz geboren und wuchs im Südschwarzwald auf. Nach abgeschlossenem Abitur und geleistetem Wehrdienst entschied er sich für ein Studium der Theaterwissenschaften in München.
Seine Karriere in der Medienbranche begann beim Südkurier Konstanz, wo er als Volontär tätig war und später als Lokalredakteur in Südbaden eingesetzt wurde. Seine ersten Erfahrungen mit dem Fernsehen machte er beim amerikanischen Fernsehsender KEZI TV. Über verschiedene Arbeiten als Redakteur und Reporter bei großen deutschen Sendern wie RTL, ProSieben oder dem NDR erhielt er in der Zentrale der Nachrichtenproduktion von Sat.1 seine erste leitende Rolle als Sonderkorrespondent und Chef vom Dienst.
Seit 2003 ist er beim Nachrichtensender WELT (ehemals N24). Bis 2006 war er als Redakteur und Moderator des Magazins „Forschung & Fliegen“ tätig und ist Autor zahlreicher Reportagen für den Berliner Nachrichtensender.
Er ist der Ehemann von Adele Seelmann-Eggebrecht, der Tochter des Journalisten Rolf Seelmann-Eggebert.